# تنگلیتس
تنگلیتس (به مجاری:  Tengelic) یک شهرداری در مجارستان است که در ناحیه پاکش واقع شده‌است. تنگلیتس ۷۰٫۹۳ کیلومتر مربع مساحت و ۲٬۴۹۴ نفر جمعیت دارد.